# Sveta Blandina
Sveta Blandina (fr. Blandine) ili sveta Blandina Lyonska (fr. Blandine de Lyon), ropkinja, kršćanska mučenica iz Galije, žrtva lyonskih progona kršćana 177. za vladavine Marka Aurelija. Svetica je Katoličke Crkve, pravoslavlja i Anglikanske zajednice. Rođena 162. u Lugdunumu, današnjem Lyonu, zajedno sa svojom gospodaricom i četrdesetpetero lyonskih kršćana 177. je lažno optužena za kanibalizam. Prema zapisima Euzebija Cezarejskog i Grgura Tourskog, u amfiteatru je prvo bila zavezana na stup obličja križa i predana lavovima, koji je nisu napali, dok se ona glasno molila. Nakon toga biva prisiljenom gledati mučeništvo kršćanske subraće, po čijoj je smrti bila zavezana na mrežu i postavljena ispred razjarenog bika, koji ju je više puta bacio u zrak. Dokrajčena je mačem, a mučitelji su spalili njezino tijelo i pepeo prosuli u Rhônu. Relikvije joj se čuvaju u crkvi sv. Lava u Amiensu.

## Daljnje čitanje
- Goodine, Elizabeth. 2014. Standing at Lyon: An examination of the Martyrdom of Blandina of Lyon. Gorgias Press, Piscataway, 2014.

## Vanjske poveznice
- sv. Blandina (engl.) u mrežnom izdanju Katoličke enciklopedije
- sv. Blandina (tal.) na portalu »Santi e Beati« (Sveci i blaženici)
- ikone sv. Blandine